# 海链藻目
海链藻目（学名：Thalassiosirales）为捕虫霉目的一个科。此科的模式属为海链藻属(Thalassiosira)。

## 下级分类
本目包括以下科：
- 娄氏藻科 Lauderiaceae (Schütt) Lemmermann, 1899, sensu emend.
- 骨条藻科 Skeletonemaceae Lebour, 1930, sensu emend.
- 冠盘藻科 Stephanodiscaceae Glezer & Makarova, 1986
- 海链藻科 Thalassiosiraceae Lebour, 1930
- Thalassiosiropsidaceae